# Договір про об'єднання Німеччини
Договір про об'єднання Німеччини (нім. Einigungsvertrag) — державний договір, укладений між Федеративною Республікою Німеччина і Німецькою Демократичною Республікою 31 серпня 1990 року про ліквідацію НДР, входження її території до складу Федеративної Республіки Німеччина та Возз'єднання Німеччини. Документ набув чинності 29 вересня 1990 року. Договір встановив дату об'єднання - 3 жовтня 1990 року .
Підписання Договору стало результатом двосторонніх переговорів між двома німецькими державами, що проходили у 1990 році . Делегацію ФРН на переговорах очолював міністр внутрішніх справ ФРН Вольфганг Шойбле, а делегацію НДР - Гюнтер Краузе. Договір був підписаний в Берліні на Унтер-ден-Лінден на другому поверсі палацу принца Генріха.

## Прагнення до об'єднання в Конституції ФРН
Ухвалена 24 травня 1949 року в силу Конституція ФРН в статті 23 передбачала можливість свого поширення на «інші частини Німеччини». Тим самим з самого початку існування ФРН закладалася основа для входження всіх колишніх територій Німецької імперії.
У 1952 році землі Вюртемберг-Баден, Баден і Вюртемберг-Гогенцоллерн були об'єднані в єдину землю Баден-Вюртемберг . З 1 січня 1957 року в склад ФРН в якості нової землі Саар увійшла земля, яка знаходилась під французьким протекторатом Саарська область .
18 травня 1990 року, між ФРН і НДР був підписаний договір про валютний, економічний і соціальний союз. Таким чином, була відсутня лише державна і політична єдність. З позиції ФРН об'єднання двох держав було можливим за двома напрямками:
- згідно зі статті 23 Основного закону ФРН шляхом прийняття нових земель до складу ФРН;
- згідно зі статтею 146 Основного закону ФРН шляхом прийняття нової конституції і створення нової об'єднаної держави [1] .

В результаті було прийнято рішення здійснити об'єднання на основі статті 23 Конституції ФРН, як більш просте і таке, що дозволяє в більш короткі терміни здійснити об'єднання Німеччини. Однак, для об'єднання цим шляхом рішення про вступ до Федеративної Республіки Німеччини мало виходити від керівництва НДР.
Передумовою для укладення Договору про об'єднання став договір про остаточне врегулювання щодо Німеччини, який містив відмову чотирьох держав-переможниць від своїх прав щодо Німеччини.

## Основні положення Договору

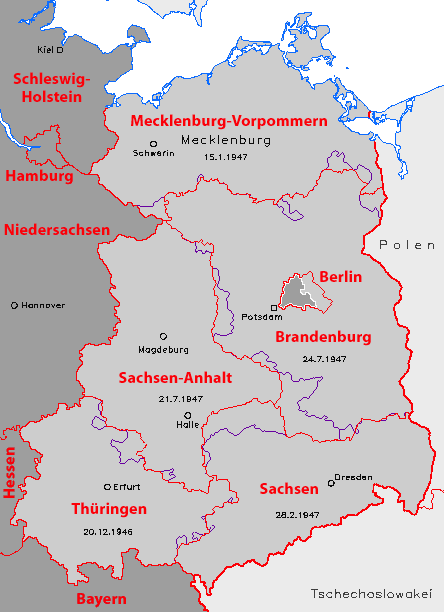
Межі земель на території НДР у 1952 році (фіолетовий) і у 1990 році (червоний)

- Держава НДР ліквідується, а на її територію у відповідність до статті 23 Конституції ФРН поширюється дія цієї конституції. Також зі злегка зміненими межами на території НДР відтворюються п'ять земель, що існували до 1952 року, які стають новими землями ФРН.
- На території 23 районів західної і східної частин Берліна створюється самостійна федеральна земля Берлін, на яку також поширюється дія Конституції ФРН. Об'єднане місто проголошується столицею об'єднаної Німеччини.
- Змінюється преамбула конституції ФРН шляхом додавання нових земель в якості невід'ємної частини Німеччини; фраза про прагнення німецького народу до об'єднання під дахом єдиної німецької держави замінюється на фразу про завершення такого об'єднання і дії цієї конституції для всього німецького народу. Стаття 23 про можливість вступу нових територій до складу ФРН скасовується як така, що виконала своє призначення, тим самим Німеччина більш не претендує ні на які території.
- Федеративна Республіка Німеччина переймає все майно і борги НДР.
- 3 жовтня оголошується національним святом Німеччини.

Договір по суті також скасовував дію Конституції НДР і вводив на її території Конституцію ФРН. Додатки до Договору про об'єднання також регулювали вступ правових норм ФРН на приєднуваній території. За деяким винятком вони вступали в силу на території колишньої НДР негайно з моменту приєднання. Діюче до цього право НДР (наприклад, Цивільний кодекс та Сімейний кодекс НДР) втрачало свою юридичну силу. Деякі правові норми НДР проте продовжували діяти в якості земельного (регіонального) права в нових землях до прийняття в них самостійних місцевих законів.

## Ратифікація
20 вересня 1990 року в ФРН і в НДР відбулись голосування з приводу ратифікації договору. У Народній палаті НДР за ратифікацію договору проголосували 299 депутатів, 80 - проти, 1 - утримався. У Бундестазі ФРН за ратифікацію висловилися 440 парламентаріїв, проти - 47, утрималися - 3. На наступний день 21 вересня Бундесрат ФРН одноголосно проголосував за ратифікацію договору  .